# سوسماران راین
سوسماران راین (نام علمی: Rhinesuchidae) نام یک تیره از زیرراسته سفت‌مهرگان است.